# Pałac w Sobieszowie
Pałac w Sobieszowie – zabytkowy pałac w Jeleniej Górze, w województwie dolnośląskim.
Zespół zabudowy położony jest w środkowej części Sobieszowa (aktualnie dzielnicy Jeleniej Góry), pomiędzy ulicami Karkonoską a Cieplicką. Pałac stoi na krawędzi skarpy, przy drodze do Piechowic.

## Historia
Po pożarze w roku 1675 zamku Chojnik, rodowego gniazda Schaffgotschów, jego właściciele zmuszeni byli do wzniesienia nowej siedziby. Budowę rozpoczęto w 1705 r. na zlecenie Johanna Antona von Schaffgotsch (1675-1742), żonatego z Marią Franciszką Serényi von Kis-Serény (1679–1707). Kierował nią mistrz budowlany Eliasz Scholze z Bolesławca. Zakończenie prac budowlanych nastąpiło w 1712 r. Pałac początkowo był główną siedzibą rodu. Po przeprowadzce Schaffgotschów do pałacu w Cieplicach stał się ich rezydencją letnią. Pod koniec XVIII w. Schaffgotschowie przekazali budynek zarządcy dóbr i sądowi ziemskiemu. Wnętrza przebudowane po 1945 r. Do roku 2012 mieściła się tu siedziba Zespołu Szkół Rolniczych i Agroturystycznych. 14 sierpnia 2013 budynek został przekazany Karkonoskiemu Parkowi Narodowemu w celu utworzenia centrum edukacyjnego. W 2023 roku gmach otwarto po pracach konserwatorskich.

## Opis obiektu
Pałac o planie prostokątnym położono na obudowanych kamieniami skarpach z szerokimi schodami od frontu. Obiekt trzykondygnacyjny, o elewacji  frontowej 11-osiowej z trzyosiowymi ryzalitami wejściowymi na osi, wieńczonymi prostymi tympanonami. Pod okapem przebiega fryz ornamentowy o motywie akantu. Pośrodku, na osi elewacji, fryz przerywa maszkaron. W elewacji ogrodowej zachował się  kamienny, prostokątny portal zwieńczony frontonem typu entrecoupé (z przerwą), w której znajduje się kartusz z bujnymi labrami wychodzącymi z przerwy, zawierający pierwotnie hrabiowski (graf) herb Schaffgotschów. Bryłę nakrywa dach czterospadowy. W przyziemiu zachował się dwutraktowy układ wnętrz z holem i klatką schodową pośrodku, w części północno-wschodniej – wnętrza w układzie trzytraktowym. Poniżej pałacu został zaplanowany szeroki dziedziniec gospodarczy, otoczony zabudowaniami dawnego folwarku z XVIII i XIX w. Na majdan składają się oficyny i budynki gospodarcze, wydzielające pośrodku czworoboczny dziedziniec. W części obiektów przetrwały kamienne portale, sklepienia kolebkowe i sklepienia baldachimowe wsparte na filarach.

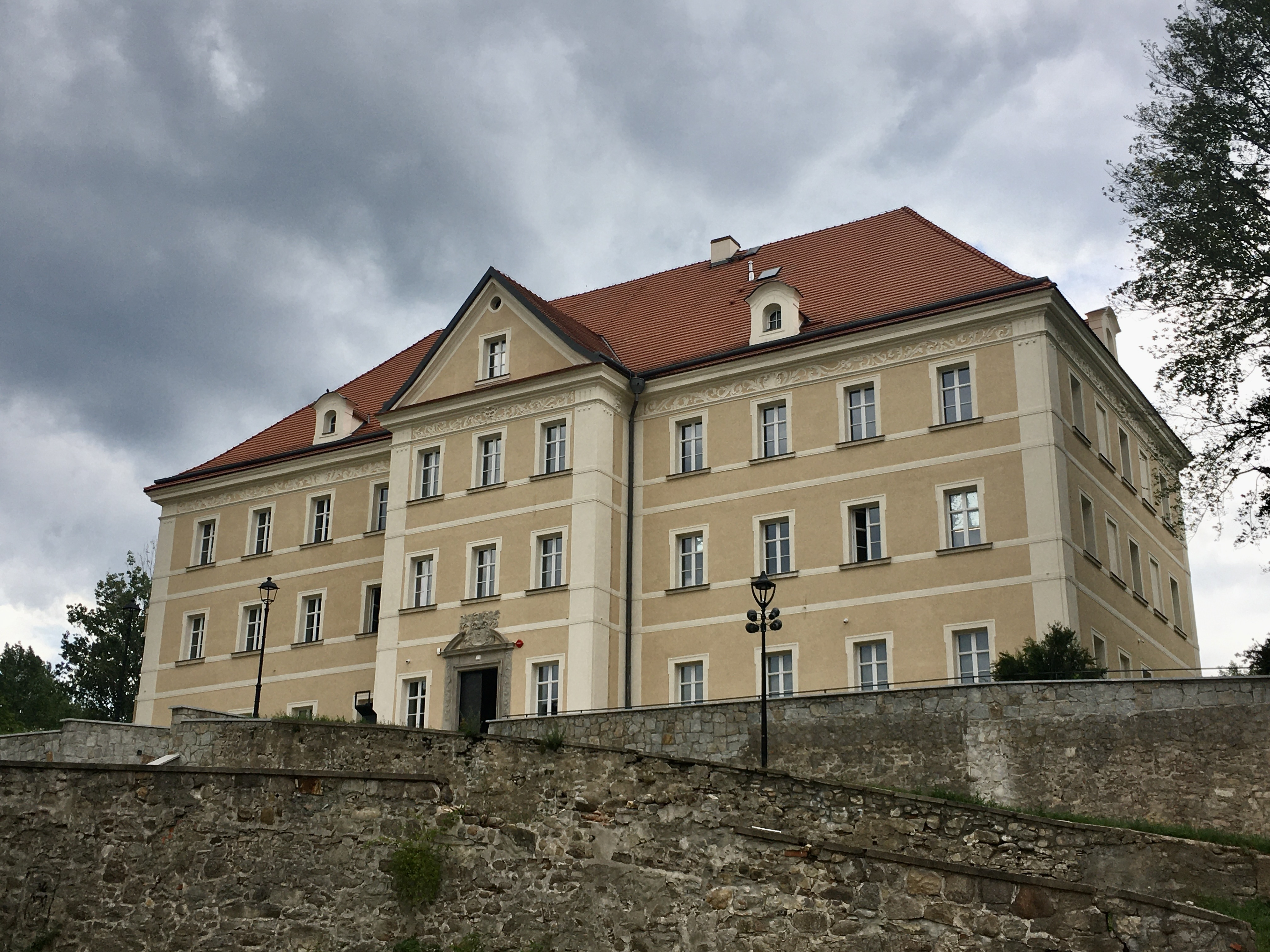
Ryzalit z kartuszem
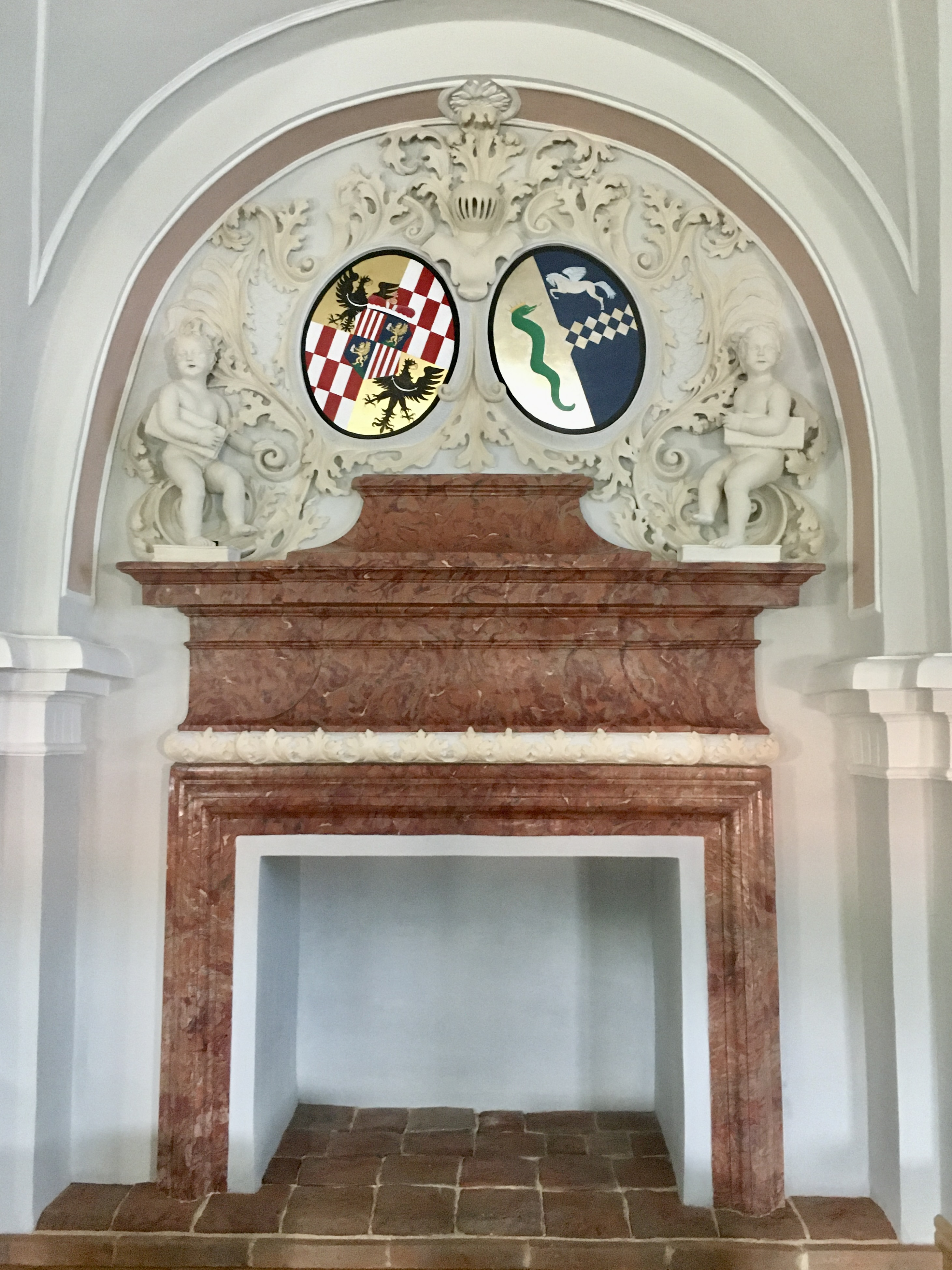
Herby Schaffgotsch, Serényi v. Kis-Serény
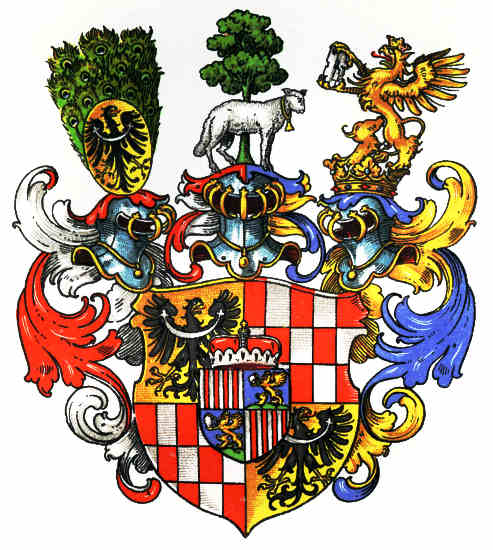
Herb hr. Schaffgotsch
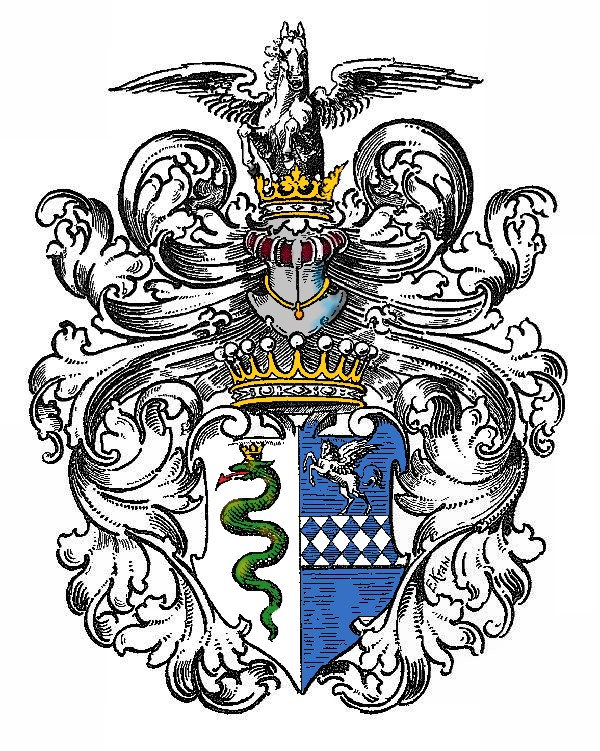
Herb Serényi von Kis-Serény
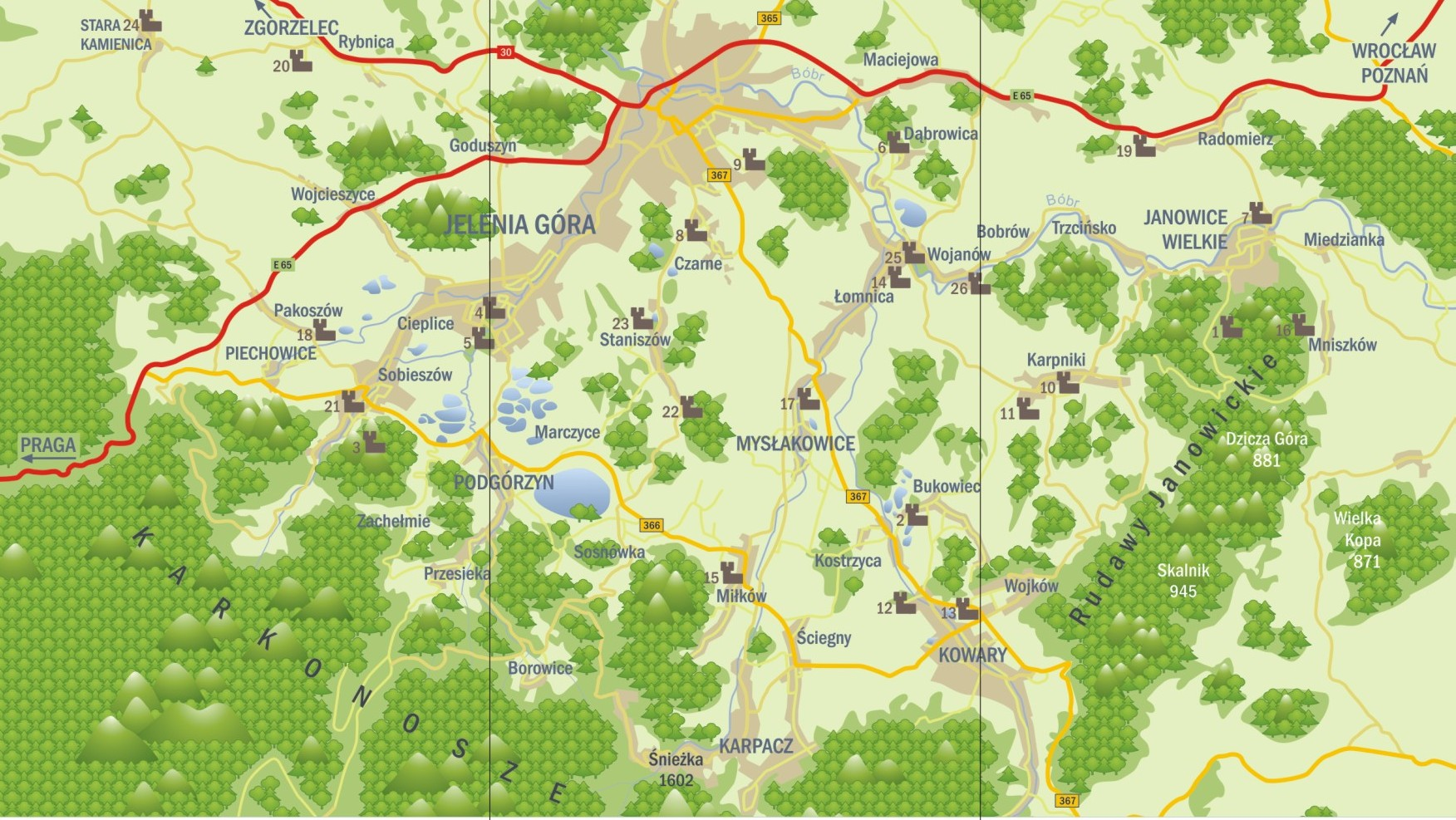
Mapa Doliny Pałaców